# Tadeusz Bartoś
Tadeusz Bartoś (ur. 31 lipca 1967 w Krotoszynie) – polski filozof i teolog, publicysta, były dominikanin, prezbiter, doktor habilitowany nauk humanistycznych, profesor Uniwersytetu Ekonomicznego w Krakowie.

## Życiorys
Wstąpił do zakonu dominikańskiego w 1987 roku. 8 września 1987 złożył śluby zakonne. W latach 1987–1993 studiował teologię w Kolegium Filozoficzno-Teologicznym oo. Dominikanów w Krakowie. Przyjął święcenia kapłańskie w dniu 22 maja 1993 roku. W tym samym roku obronił pracę magisterską na Papieskiej Akademii Teologicznej w Krakowie pt. Idea racjonalizacji teologii w Kole Krakowskim w latach 1936–1939. W latach 1994–1998 odbył studia doktoranckie na Wydziale Filozofii i Socjologii Uniwersytetu Warszawskiego. Obronił pracę doktorską pt. Tomasza z Akwinu teoria miłości. Studium nad komentarzem do księgi „O imionach Bożych” Pseudo-Dionizego Areopagity.
W 2007 otrzymał stopień doktora habilitowanego w Instytucie Filozofii i Socjologii PAN na podstawie książki Metafizyczny pejzaż. Świat według Tomasza z Akwinu, która otrzymała także nominację do nagrody „Śląski Wawrzyn Literacki” za rok 2006.
Wykładał antropologię filozoficzną w Kolegiach Filozoficzno-Teologicznych Dominikanów w Krakowie i Warszawie. Był współzałożycielem i dyrektorem Dominikańskiego Studium Filozofii i Teologii w Warszawie (obecnie kontynuowane przez Studium Filozofii i Historii Idei WSFT). W pracy naukowej specjalizował się w myśli Tomasza z Akwinu. Przetłumaczył m.in. jego Komentarz do Ewangelii Jana. W działalności publicystycznej dokonuje analiz teologicznych i filozoficznych problemów Kościoła katolickiego w Polsce, komentuje bieżące wydarzenia z życia tego Kościoła, m.in. na łamach „Gazety Wyborczej”, „Tygodnika Powszechnego”, „Dziennika” i „Znaku”, „Przeglądu Politycznego”, tygodnika „Przegląd”, „Newsweeka”, „Polityki”. W wielu artykułach i wywiadach prezentował krytyczny stosunek do niektórych zjawisk w Kościele oraz wobec nauczania Kościoła, np. w kwestiach związanych z homoseksualnością. Opuścił Zakon Kaznodziejski 25 stycznia 2007 roku.
Obecnie w działalności naukowej bada nowożytne teorie kultury, historię oddziaływania idei religijnych, filozoficznych i politycznych, ze szczególnym uwzględnieniem myśli Fryderyka Nietzschego i Martina Heideggera.
Mieszka w Krakowie. Jest profesorem nadzwyczajnym w Uniwersytecie Ekonomicznym w Krakowie.
Jest współzałożycielem i dyrektorem programowym powstałego w 2007 Studium Filozofii i Historii Idei WSFT w Warszawie.
Od 2007 do 2009 był jurorem Nagrody Literackiej Nike. Laureat nagrody Hiacynt przyznawanej dorocznie przez Fundację Równości.
Wydana w 2008 książka Jan Paweł II. Analiza krytyczna stanowi polemikę wobec rozpowszechnionej w polskiej publicystyce oceny pontyfikatu Jana Pawła II. Książka wywołała wiele dyskusji zarówno w środowiskach kościelnych, jak i wśród katolickich publicystów.
W 2019 roku wydał debiutancką powieść Mnich, opartą na wątkach autobiograficznych. Od lutego 2021 do grudnia 2021 był stałym felietonistą internetowego Halo.Radia. Tadeusz Bartoś należy do Stowarzyszenia Unia Literacka.
W 2025 roku ukazała się jego książka wspomnieniowa, zatytułowana Bóg odszedł z poczuciem winy, opisująca jego drogę życiową, od dzieciństwa, czasów młodości, nauki w liceum muzycznym w Poznaniu, pobytu w katolickim zakonie dominikanów, aż do jego opuszczenia w 2007 roku. Książka zawiera filozoficzny namysł nad współczesną cywilizacją, miejscem religii, katolicyzmu w naszym świecie. Jest krytyczną refleksją nad ewolucją chrześcijaństwa. 

## Publikacje autorskie
1. Tomasza z Akwinu teoria miłości. Studium nad Komentarzem do księgi „O imionach Bożych” Pseudo-Dionizego Areopagity, Kraków 2004. ISBN 83-89598-27-2.
2. Pięć słów Kościoła (współautor), red. H. Stompor, Warszawa 2005. ISBN 83-89781-04-2.
3. Metafizyczny pejzaż. Świat według Tomasza z Akwinu, Kraków 2006. ISBN 83-89598-93-0.
4. Ścieżki wolności. O teologii, sekularyzacji, demokracji w Kościele, celibacie i... (wspólnie z K. Bielawskim), Kraków 2007. ISBN 978-83-89598-82-0.
5. Wolność, równość, katolicyzm, Warszawa 2007. ISBN 978-83-7414-339-4.
6. Jan Paweł II. Analiza krytyczna, Warszawa 2008. ISBN 978-83-60457-46-7.
7. Nowe światło. Kościół a teologia dwudziestego wieku, oprac. T. Bartoś, Kraków 2008. ISBN 978-83-89598-55-4.
8. W poszukiwaniu mistrzów życia. Rozmowy o duchowości (wspólnie z W. Eichelbergerem, W. Szczawińskim), Warszawa 2009. ISBN 978-83-7554-087-1.
9. Koniec prawdy absolutnej. Tomasz z Akwinu w epoce późnej nowoczesności, Warszawa 2010. ISBN 978-83-7414-808-5.
10. Kłopot z chrześcijaństwem. Wieczne gnicie, apokaliptyczny ogień, praca (wspólnie z Agatą Bielik-Robson), Warszawa 2013. ISBN 978-83-7554-664-4.
11. Mnich. Historia życia, którego nie było, Wydawnictwo: Marginesy, Warszawa 2019 ISBN 978-83-65973-94-8.
12. Klątwa Parmenidesa, PWN, Warszawa 2020.
13. Upadek, niemożliwy. Eseje filozoficzne, Pasaże, Kraków 2021.
14. Bóg odszedł z poczuciem winy. Z Tadeuszem Bartosiem rozmawia Artur Nowak, Wydawnictwo Prószyński, Warszawa 2025.

## Autorstwo przekładu
1. Tomasz z Akwinu, Komentarz do Ewangelii Jana, tłum. T. Bartoś, Kęty 2002. ISBN 83-88524-20-8.